# Petrykaŭ
Petrykaŭ (bělorusky Петрыкаў, rusky Петриков – Petrikov) je město v Homelské oblasti v Bělorusku. K roku 2018 v něm žilo přibližně deset tisíc obyvatel.

## Poloha a doprava
Petrykaŭ leží na levém, severním břehu Pripjati, přítoku Dněpru. Od Homelu, správního střediska oblasti, je vzdálen přibližně 175 kilometrů západně.
Nejbližší železniční stanice je třináct kilometrů severovýchodně na železniční trati spojující Kalinkavičy a Luniněc. Ve stejném místě je i nejbližší sjezd dálnice M10 z Homelu do Kobrynu.

## Dějiny
První zmínka o obci je z roku 1523. Městem je od roku 1938.